# Стојан Матић
Стојан Матић (Небљуси, код Доњег Лапца, 1915 — Доњи Лапац, 27. фебруар 1942) био је учесник Народноослободилачке борбе и народни херој Југославије.

## Биографија
Рођен је 1915. године у Небљусима код Доњег Лапца, у сиромашној сељачкој породици. После завршене основне школе, наставио је гимназију у Бихаћу. У јесен 1934. уписао се на Војну академију у Београду. Војно школовање наставио је у ваздухопловниј школи за извиђаче. Ту је унапређен у чин поручника.
У Априлском рату пао је у немачко заробљеништво код Добоја, али је после неколико дана успео да побегне.
Учесник Народноослободилачке борбе је од 1941. године. Након почетка устанка 27. јула у Србу и Босни, Стоја је организовао напад на оружничку станицу у Небљусима. Након тога се ставио на располагање команданту герилских одреда за Лику, Гојку Половини. Упознао се и с Марком Орешковићем Крнтијом, који га је предложио за команданта батаљона герилских одреда за Лику. Командант је постао 23. августа.
У новембру 1941, постао је заменик команданта Групе партизанских одреда за Лику, вршећи истовремено и дужност команданта Лапачког батаљона. Половином јануара 1942. године, примљен је за члана Комунистичке партије Југославије (КПЈ).
Смртно је био рањен у организованом нападу партизанских јединица на италијански гарнизон у Доњем Лапцу 27. фебруара 1942. године. Наредни дан, борци његовог батаљона сахранили су га на месту погибије.
Указом председника ФНР Југославије Јосипа Броза Тита 27. новембра 1953. проглашен је за народног хероја.